# Ribeira de Gevorete
A Ribeira de Gevorete é uma ribeira international que nasce na Serra de São Mamede em Portugal no concelho de Portalegre. Entra em Espanha e desagua no Rio Xévora pela sua margem direita. Esta ribeira pertence a bacia hidiographica do Rio Guadiana.
Faz parte da Área de Proteção Especial para Aves Nacimiento Del Río Gévora.